# Юрлова, Марина Максимилиановна
Мари́на Максимилиа́новна Ю́рлова (25 февраля 1900, станица Раевская, Кубанская область, Российская империя — 1 апреля 1984, Нью-Йорк, США) — русская мемуаристка, кубанская казачка; участница Первой мировой войны. Дочь полковника казачьего войска, она ушла на фронт Первой мировой в августе 1914 года в возрасте 14 лет и сражалась в составе разведывательной сотни при Екатеринодарском 3-м казачьем полку.

## Биография

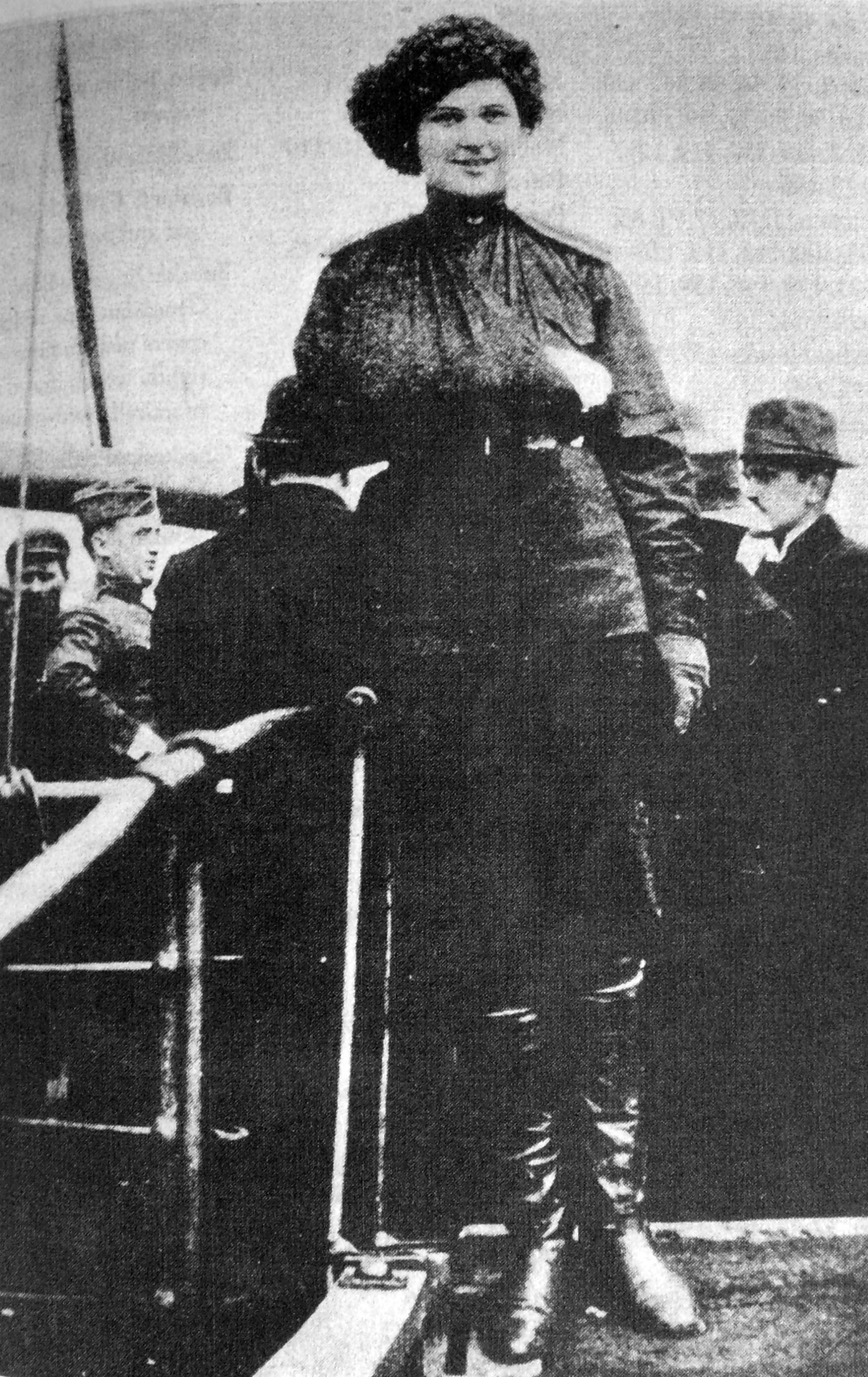
Марина Юрлова на фронте

До войны Марина работала на конюшне в Закавказской губернии в одном из армянских городов. Её наставником в Русской императорской армии был некий урядник по фамилии Козлов, по прозвищу Козел, который сшил для Марины форму и сделал её покровительницей отряда. На фронт Марина ушла вслед за отцом, полковником казачьего войска. В 1915 году она участвовала в опасной миссии на реке Аракс по подрыву мостов, в ходе которой Козел был убит, а сама она ранена. Её лечили в госпитале Красного Креста в Баку, а затем Марина вернулась на Восточный фронт, где стала автомехаником и водителем автомобиля. В 1917 году она снова была ранена и получила контузию, вследствие чего первую половину 1918 года провела в госпитале в Москве. Дважды (по другим данным, трижды) она была награждена Георгиевским крестом.
В 1918 году Марина вступила в Белое движение, в отряд под командованием В.О.Каппеля. Во время одного из патрулирований она вступила в стычку с красноармейцами и была ранена. Согласно её автобиографии, её сослали в психлечебницу в Омск на три недели, пока она восстанавливалась от ранения и контузии, после чего благодаря помощи офицера бежала из лечебницы, получив 500 рублей и билет до Владивостока, к госпиталю американских интервенционных частей в городе. Она спешила добраться на поезде до Владивостока, но на середине пути в Сибири поезд был захвачен большевиками. Спаслась Марина благодаря вмешательству Чехословацкого корпуса: в группе из 100 человек она пешком добиралась до Владивостока в течение месяца. Пробыв в городе три недели и восстановившись, она покинула Россию в 1919 году, перебравшись в Японию. В 1922 году она иммигрировала в США, где работала танцовщицей. В 1926 году вышла замуж за режиссёра Уильяма Хаера и получила гражданство; в США прожила до конца своей жизни.
Юрлова опубликовала две автобиографии: «Казачка» (англ. Cossack Girl) в 1934 году и «Прощание с Россией» (англ. Russia Farewell) в 1936 году.

## В массовой культуре
- В книге писательницы Кэтрин Этвуд «Женщины-герои Первой мировой войны: 16 известных борцов Сопротивления, солдатов, шпионок и медиков» (англ. Women Heroes of World War I: 16 Remarkable Resisters, Soldiers, Spies, and Medics) Марина Юрлова является одной из главных героинь, чьё жизнеописание приведено автором.
- 2014 — в немецком документальном сериале «Дневники Великой войны» роль Марины Юрловой исполнила актриса Наталья Витмер.